# Genki
Genki Co., Ltd. (元気株式会社 Genki Kabushiki Kaisha?) es una empresa desarrolladora de videojuegos. Fue fundada en octubre de 1990 por Hiroshi Hamagaki y Tomo Kimura, quienes dejaron Sega para formar la empresa. La compañía es conocida por sus títulos de juegos de carreras.

## Historia
En sus primeros años, Genki lanzó juegos en diferentes géneros, buscando su nicho. En un extremo del espectro, estaba Devilish, un juego similar a Arkanoid que fue lanzado para Game Gear y Mega Drive de Sega en 1991. En el otro extremo, estaba Kileak: The DNA Imperative, un juego de disparos de mechas en primera persona para la PlayStation que se lanzó en 1995 y recibió una secuela, Epidemic.
Desarrollaron dos videojuegos de MotoGP para el SNES: GP-1 (1993) y GP-1 RS: Rapid Stream (1994).
Genki encontró su nicho en 1994 con el lanzamiento de Shutokō Battle '94 Keichii Tsuchiya Drift King para SNES, el primero de una serie de juegos de carreras de larga duración. Shutokou Battle 2 siguió un año después, en 1995, y también fue para SNES.
En el mismo año, Genki cambió hacia el desarrollo de juegos en 3D, continuando la serie Shutokō Battle con Highway 2000 (lanzado en Japón como Wangan Dead Heat) en Sega Saturn. Genki también produjo títulos importantes para las consolas PlayStation y Nintendo 64 en los dos años siguientes, incluido otro juego "Shutokou Battle" para PlayStation (conocido en los mercados occidentales como "Tokyo Highway Battle") y Multi-Racing Championship para la N64. También desarrollaron "Jade Cocoon" para PlayStation en 1998.

### Shutokō Battle
Continuando con el género que es consistentemente el más gratificante para ellos, Genki continuó la serie Shotokō Battle, lanzando un título para la consola Dreamcast de Sega en 1999. Este juego fue lanzado en los mercados occidentales, donde llegó a ser conocido como Tokyo Xtreme Racer (EE. UU.) y Tokyo Highway Challenge (Europa). La versión para Dreamcast de "Shutokou Battle" disfrutó de un éxito mucho mayor que cualquiera de sus predecesoras, y fue seguida por Shutokou Battle 2, también para Dreamcast, y Shutokou Battle Zero para la PlayStation 2.
En 2002, Namco se asoció con Genki para producir un juego basado en el manga de carreras de Michiharu Kusunoki, Wangan Midnight. Namco desarrolló la versión arcade (basada en gran parte en la mecánica de juego de Genki), que fue importada a los EE. UU., Mientras que Genki desarrolló la versión de PlayStation 2 solo para Japón. En 2003, Genki lanzó Shutokou Battle 01 (Tokyo Xtreme Racer 3) para la PlayStation 2. Namco se asoció con Sega para continuar su serie de juegos de arcade con el lanzamiento de Wangan Midnight Maximum Tune en 2004. Genki lanzó la versión doméstica exclusiva para Japón para PlayStation 3 (con modo en línea) y PlayStation Portable en junio y septiembre de 2007.

### GRP: Genki Racing Project
En respuesta al éxito de sus títulos de carreras, particularmente la serie Shutokou Battle, Genki estableció una división dedicada a ese género en 2003 llamada Genki Racing Project, o GRP. El primer título de GRP fue Shutokou Battle Online para Microsoft Windows, que intentó aplicar un aspecto similar a un MMO a la jugabilidad existente de la serie. El juego y su versión de actualización se vendieron solo en Japón, pero se podían jugar desde cualquier lugar, ya que las versiones de prueba en línea gratuitas (con registro gratuito) estaban disponibles para descargar en el sitio web del juego.
Menos de dos meses después, el GRP lanzó el juego de carreras/derrapes basado en touge, Kaido Battle, que fue una desviación bastante marcada de la serie basada en las autopistas de Tokio, Shutokou Battle. "Kaido Battle" fue seguido por Kaido Battle 2: Chain Reaction en 2004 y "Kaido Battle: Touge No Densetsu" en 2005. Los tres títulos fueron lanzados para la PS2. Kaido Battle y Kaido Battle: Touge no Densetsu fueron lanzados en Norteamérica, bajo los títulos Tokyo Xtreme Racer: Drift y Tokyo Xtreme Racer: Drift 2, respectivamente. En comparación, los mercados europeos recibieron Kaido Battle 2: Chain Reaction y Kaido Battle: Touge no Densetsu, bajo los nombres Kaido Racer y Kaido Racer 2.
En 2005, Genki lanzó Shutokou Battle: Zone of Control para PlayStation Portable. Fue traducido y lanzado en los Estados Unidos como Street Supremacy.
Entre las otras adaptaciones de Shutokou Battle se encuentra otro título exclusivo comercializado como "Car Tuning RPG", llamado Racing Battle: C1 Grand Prix, que se lanzó para PS2 en 2005. Racing Battle partió de carreras de carretera y montaña, centrándose en pistas de la vida real como Circuito de Tsukuba, Circuito de Suzuka y Circuito de TI.
El último juego de Shutokou Battle en el momento de escribir este artículo es Shutokou Battle X para Xbox 360, que se lanzó en 2006 y se conoce en los mercados occidentales como Import Tuner Challenge.
A finales de 2006, Genki anunció que pondría fin a la serie Shutokou Battle y, finalmente, cerraría el Genki Racing Project, como parte de la operación de reducción de costes.
Pero ahora, el 22 de julio de 2016, después de 10 años, Genki anunció que el Proyecto se reiniciaría, con la esperanza de tener nuevos juegos de Shoutoku y/o Kaido Battle para la próxima generación. El 27 de diciembre de 2016, publican la cuenta atrás para el nuevo proyecto de carreras. La cuenta regresiva terminó siendo para el juego móvil de Shoutoku Battle de 2017, Shoutoku Battle Xtreme, cuyos servidores se desconectaron en noviembre de ese año.

### Kengo
Kengo (剣豪) es el nombre de una serie de videojuegos de lucha desarrollados por Genki. Kengo es considerado un sucesor espiritual de la serie de juegos Bushido Blade para PlayStation.
Genki lanzó cuatro juegos de la serie, entre 2000 y 2006, para Playstation 2 y Xbox 360: Kengo: Master of Bushido, Kengo 2, Kengo 3 y Kengo Zero (Kengo: Legend of 9 en Norteamérica).

### Trabajos recientes
En 2010, Genki creó una división de juego de realidad alternativa llamada Genki ARG, para reemplazar el proyecto de carreras de Genki descontinuado. Esta división se cerró a finales de marzo de 2012.
La serie Shutokou Battle fue revivida con una versión de Mobage para teléfonos móviles lanzada el 27 de enero de 2017. Este es el primer juego de Shutokou Battle después de que GRP fue descontinuado. Sin embargo, el 28 de septiembre del mismo año, Genki anunció que interrumpirían el servicio, que se cerraría a finales de noviembre.